# Raphitoma
Raphitoma là một chi ốc biển, là động vật thân mềm chân bụng sống ở biển trong họ Conidae.

## Phân bố
Chi này phân bố ở các vùng nước thuộc châu Âu, ở phần phía bắc của Địa Trung Hải, và ở Đại Tây Dương dọc theo Cabo Verde, Tây Phi và Angola.

## Các loài
Các loài thuộc chi Raphitoma bao gồm:
- Raphitoma aequalis (Jeffreys, 1867)[2]
- Raphitoma alternans (Monterosato, 1884)[3]
- Raphitoma arnoldi Pallary, 1904[4]
- Raphitoma asperrima (Brown, 1827)[5]
- Raphitoma atropurpurea (Locard & Caziot, 1900)[6]
- Raphitoma bedoyai Rolan et al, 1998[7]
- Raphitoma bernardoi Rolán, Otero-Schmitt & Fernandes, 1998[8]
- Raphitoma bicolor (Risso, 1826)[9]
- Raphitoma bofilliana (Sulliotti, 1889)[10]
- Raphitoma bracteata (Pallary, 1904)[11]
- Raphitoma christfriedi Rolan et al, 1998[12]
- Raphitoma columnae (Scacchi, 1835)[13]
- Raphitoma concinna (Scacchi, 1836)[14]
- Raphitoma corbis (Potiez, 1838)[15]
- Raphitoma cordieri (Payraudeau, 1826)[16]
- Raphitoma corimbensis Rolán, Otero-Schmitt & Fernandes, 1998[17]
- Raphitoma curta Fenaux, 1942[18]
- Raphitoma cylindracea (Locard & Caziot, 1900)[19]
- Raphitoma densa (Monterosato, 1884)[20]
- Raphitoma divae Carrozza, 1984[21]
- Raphitoma echinata (Brocchi, 1814)[22]
- Raphitoma elegans (Donovan, 1804)[23]
- Raphitoma erronea (Monterosato, 1884)[24]
- Raphitoma histrix Bellardi, 1847[25]
- Raphitoma horrida (Monterosato, 1884)[26]
- Raphitoma intermedia Nordsieck, 1968[27]
- Raphitoma kabuli Rolan et al, 1998[28]
- Raphitoma laviae (Philippi, 1844)[29]
- Raphitoma leufroyi (Michaud, 1827)[30]
- Raphitoma linearis (Montagu, 1803)[31]
- Raphitoma lineolata (Bucquoy, Dollfus & Dautzenberg, 1883)[32]
- Raphitoma mirabilis (Pallary, 1904)[33]
- Raphitoma nivea (Monterosato, 1875)[34]
- Raphitoma pallaryi Nordsieck, 1977[35]
- Raphitoma papillosa (Pallary, 1904)[36]
- Raphitoma philberti (Michaud, 1829)[37]
- Raphitoma pruinosa (Pallary, 1906)[38]
- Raphitoma pseudohystrix (Sykes, 1906)[39]
- Raphitoma pupoides (Monterosato, 1884)[40]
- Raphitoma purpurea (Montagu, 1803)[41]
- Raphitoma servaini (Locard, 1891)[42]
- Raphitoma tomentosa Nordsieck, 1968[43]
- Raphitoma villaria Pusateri & Giannuzzi-Savelli, 2008[44]
- Raphitoma volutella (Kiener, 1840)[45]
- Raphitoma zelotypa Rolan et al, 1998[46]